# Flaach
Flaach ist eine politische Gemeinde im Bezirk Andelfingen des Schweizer Kantons Zürich. Ihr Mundartname ist Flòòch.

## Geographie
Flaach liegt auf 360 m ü. M. im Zürcher Weinland am Nordabhang des Irchels. Das Gebiet der Gemeinde misst 1016 ha, wovon 345 ha Wald sind. 248 ha dieser Waldfläche stehen im Eigentum der Gemeinde.

## Wappen
Blasonierung:
In Rot ein Eichenzweig mit aufrechter goldener Eichel und drei grünen Blättern, überhöht von einer goldenen Hirschstange

## Bevölkerung

Luftbild von Werner Friedli von 1954

| Jahr      | 1467 | 1640 | 1727 | 1850 | 1900 | 1950 | 2000 | 2005 | 2010 | 2015 | 2020 | 2022 |
| --------- | ---- | ---- | ---- | ---- | ---- | ---- | ---- | ---- | ---- | ---- | ---- | ---- |
| Einwohner | 90   | 577  | 797  | 1087 | 852  | 758  | 1136 | 1178 | 1223 | 1357 | 1427 | 1474 |

## Politik
Gemeindepräsident ist Walter Staub (FDP, Stand 2023).
Bei der Nationalratswahl 2019 erreichten die Parteien folgende Wähleranteile: SVP 48,30 %, FDP 9,91 %, Grüne 9,12 %, SP 8,93 %, glp 8,52 %, EVP 6,46 %, EDU 5,21 %, CVP 1,62 %, BDP 0,77 % und andere (8) 1,28 %.
Die Wähleranteile bei der Nationalratswahl 2023: SVP 49,06 % (+0,75 %), FDP 9,46 % (−0,45 %), SP 9,10 % (+0,17 %), glp 8,63 % (+0,12 %), EVP 7,14 % (+0,68 %), Die Mitte 5,22 % (+2,83 %), Grüne 4,44 % (−4,68 %), EDU 3,95 % (−1,26 %), Mass-Voll! 1,18 %, Aufrecht Zürich 0,81 %, PfL Pflegeliste 0,75 %, andere (9) 0,26 %.

## Geschichte
Älteste Belege weisen in die 2. Hälfte des 5. Jahrhunderts zurück. Auf der 1993 durch Luftbildarchäologie im Chrumben entdeckten Fundstelle kamen 1997 bei Rettungsgrabungen 23 Körperbestattungen zutage. Männliche Gräber wiesen einheitlich relativ einfache Ausstattungen auf: eiserne Gürtelschnallen, Gürteltaschen mit Feuerstein und -stahl, aber keine Waffen. Weibliche Bestattungen waren zum Teil sehr kostbar mit silbernen Klein- und Bügelfibelpaaren ausgestattet, mit Armringen, Halsketten aus Glas- und Bernsteinperlen. Das reichste Grab enthielt überdies eine halbkugelige Glasschale.

## Wirtschaft
In Flaach sind eine Reihe von KMUs tätig. Auch Einkaufs- und Unterhaltungsmöglichkeiten bestehen: Zwei Tankstellen, eine Bäckerei, eine Volg-Filiale sowie mehrere Restaurants versorgen die lokale Bevölkerung und bieten Arbeitsplätze. Wer nicht in Flaach einen Arbeitsplatz hat, arbeitet in der Region Winterthur, im Umfeld des Flughafens Zürich-Kloten oder in der Agglomeration Zürich.

## Verkehr
Zwei Postautolinien erschliessen die Gemeinde dem öffentlichen Verkehr. Mit dem Postauto ist die Verbindung nach Winterthur und Rafz gewährleistet. Die nächsten Bahnhöfe sind Henggart und Rafz. Die Rheinbrücke verbindet den Ort mit Rüdlingen.

## Kultur und Freizeit

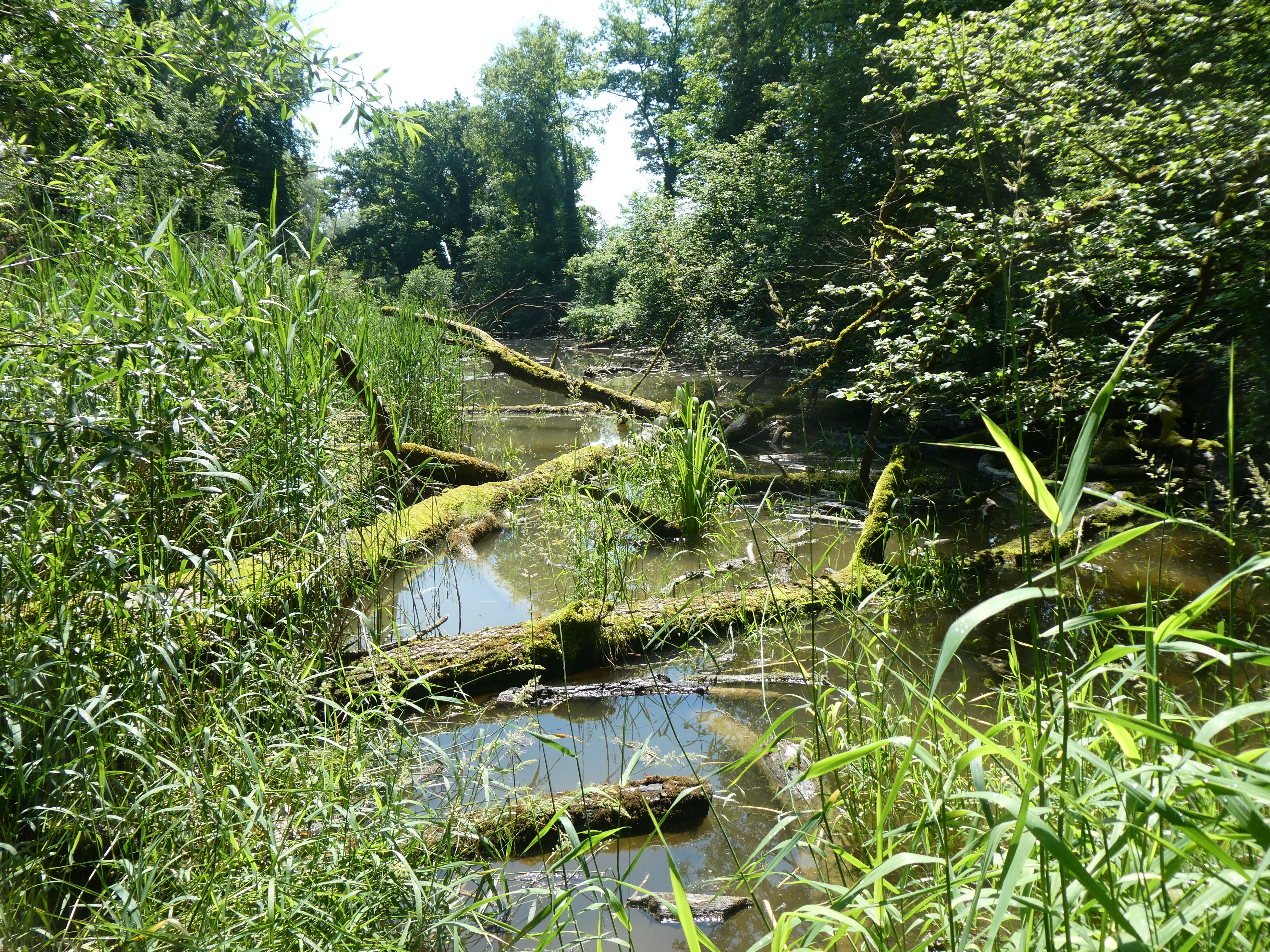
Auenlandschaft Thurauen

Die Thurauen sind das grösste Auengebiet des Schweizer Mittellands und ein Naturschutzgebiet von nationaler Bedeutung. Im Rahmen des Projekts «Hochwasserschutz und Auenlandschaft Thurmündung» des Kantons Zürich wurden zwischen 2008 und 2017 die letzten fünf Kilometer der Thur vor der Mündung in den Rhein renaturiert. Das Gebiet von fast 400 Hektaren beherbergt seltene Tier- und Pflanzenarten wie den Eisvogel, den Pirol und den Biber. Das Naturzentrum Thurauen wurde von der Stiftung PanEco im Auftrag des Kantons gebaut und 2011 eröffnet.
In Flaach existiert ein Männerchor mit längerer Tradition. Erste Aufzeichnungen über ein Chor-Gesangswesen in Flaach gehen zurück bis ins Jahr 1835, drei Jahre später wurde in Flaach ein Gesangstag eingeführt. 1885 erhielt der Verein eine eigene Vereinsfahne (dieses Datum ist aufgrund eines Brandes 1908, bei dem auch Akten vernichtet wurden, nicht gesichert), die ein Jahr später offiziell eingeweiht wurde.
In Flaach gibt es die Brass Band Posaunenchor Flaach. Die christliche Brass Band spielt nach englischem Vorbild. Sie nimmt seit einigen Jahren regelmässig in der 2. Stärkeklasse am Brass-Band-Wettbewerb in Montreux teil und war schon mehrmals sehr erfolgreich. Der Verein wurde im Jahr 1935 als christlicher Posaunenchor Flaach gegründet und behielt den christlichen Glauben bis heute.
Flaach war mehrfach Veranstaltungsort des mehrtägigen Heavenstage-Festivals, zuletzt bei der 10. und letzten Ausgabe des Festivals 2018, das von GodiWyland organisiert wurde. Dabei arbeiteten die beiden evangelischen Kirchgemeinden Flaachs (reformierte Kirche Flaachtal und Evangelisch-Methodistische Kirche (EMK) Flaach) mit fünf umliegenden Kirchgemeinden des Zürcher Weinlands zusammen.

## Bilder

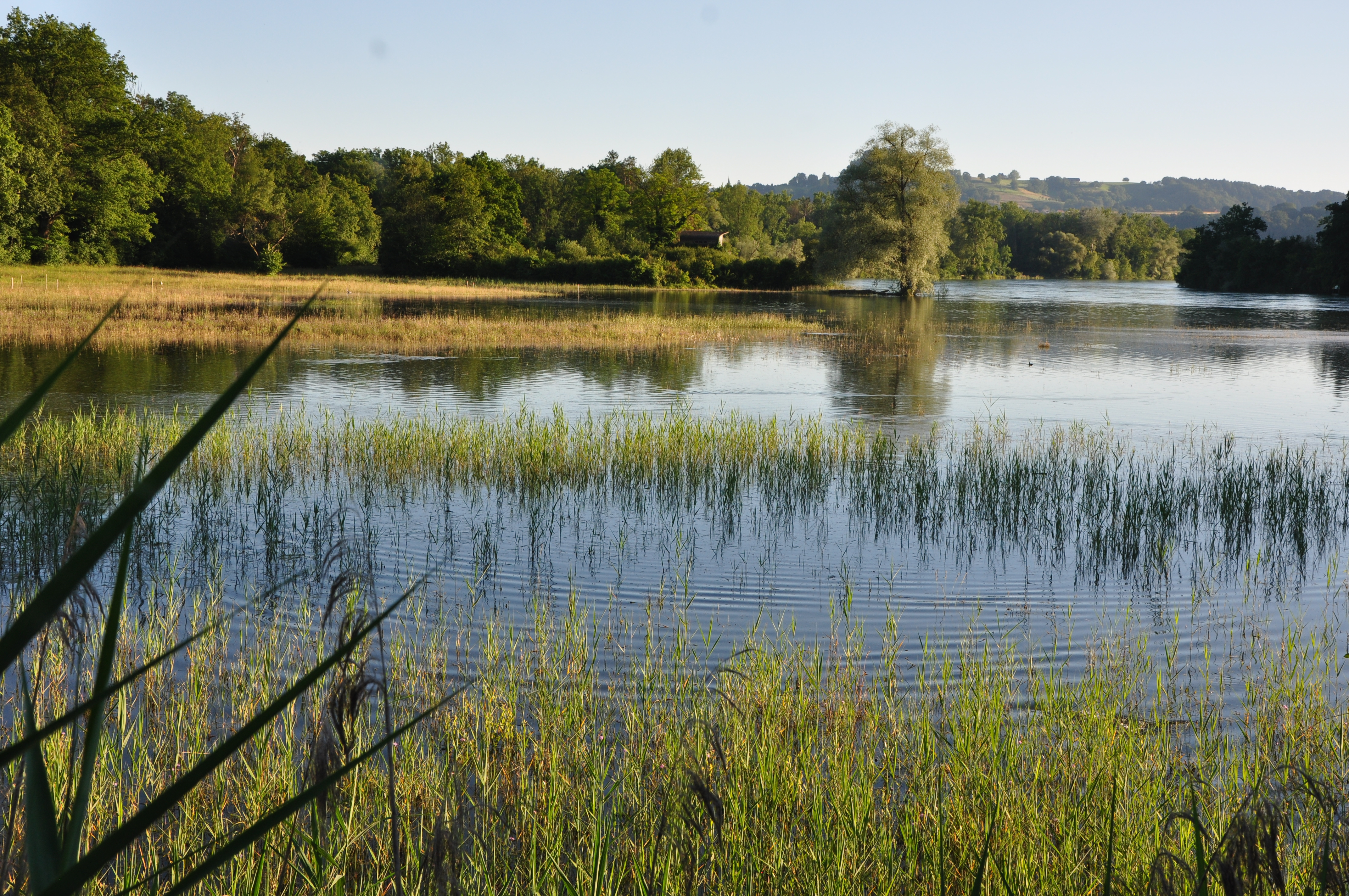
Naturschutzgebiet Thurauen
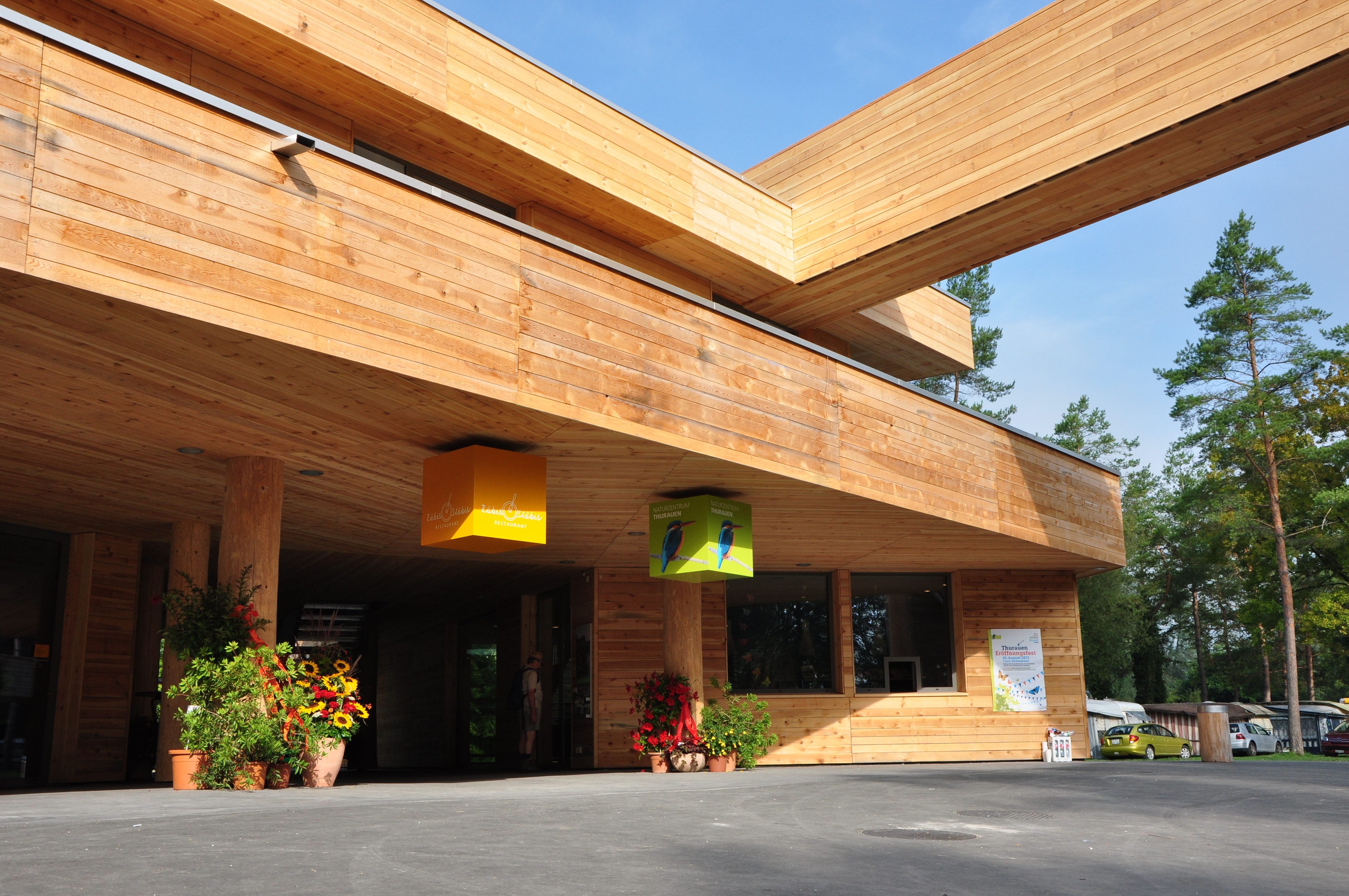
Naturzentrum Thurauen
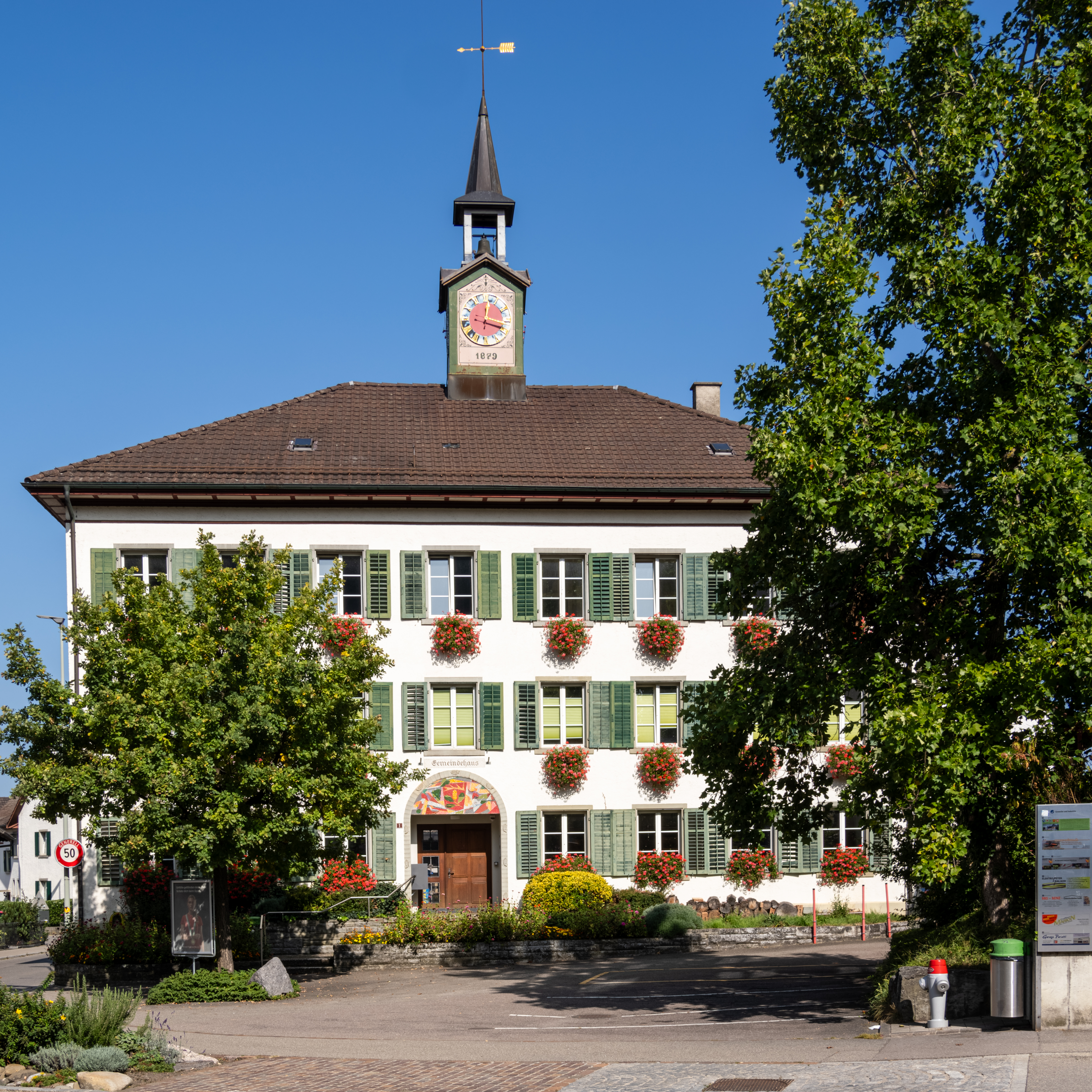
Gemeindehaus
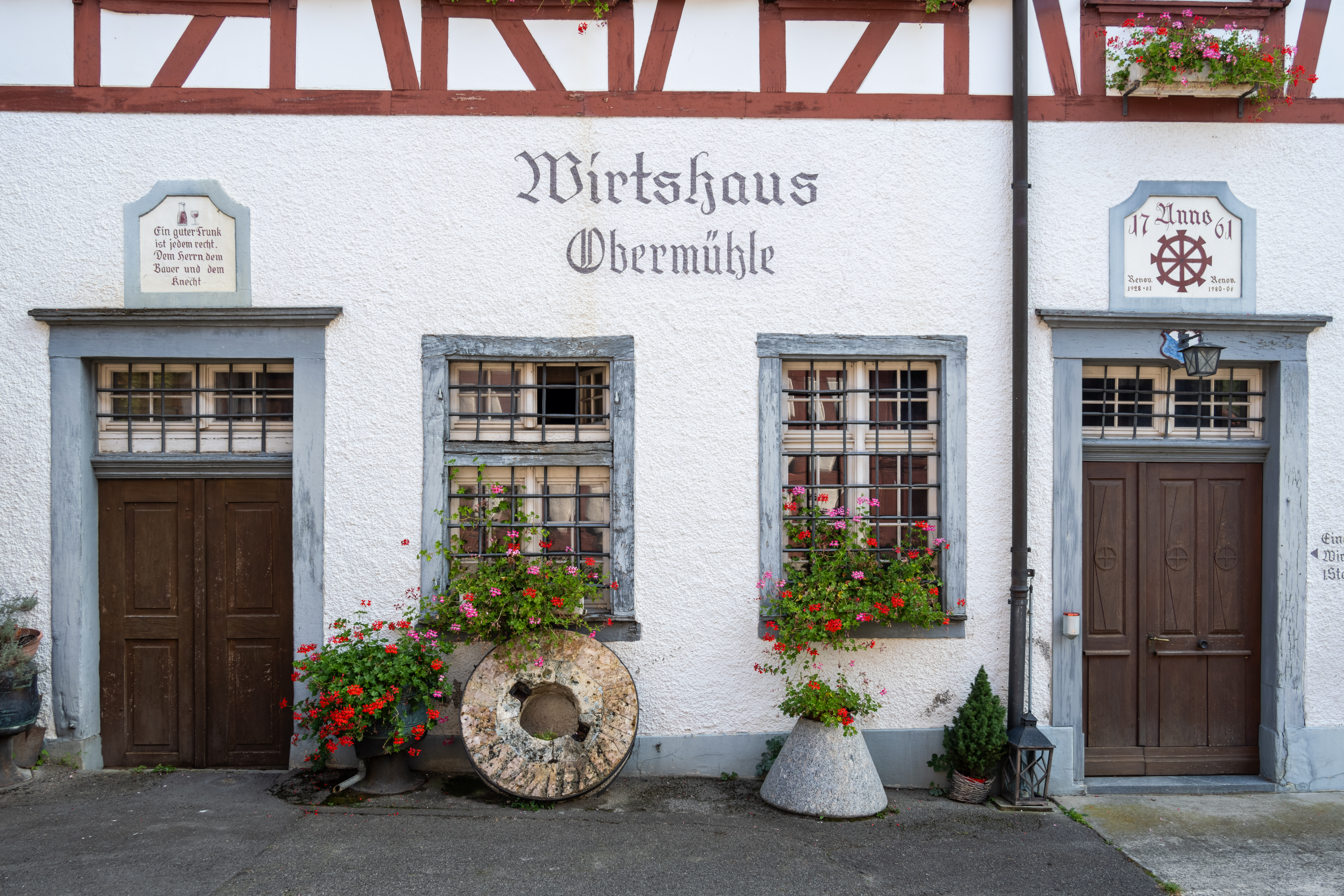
Wirtshaus Obermühle
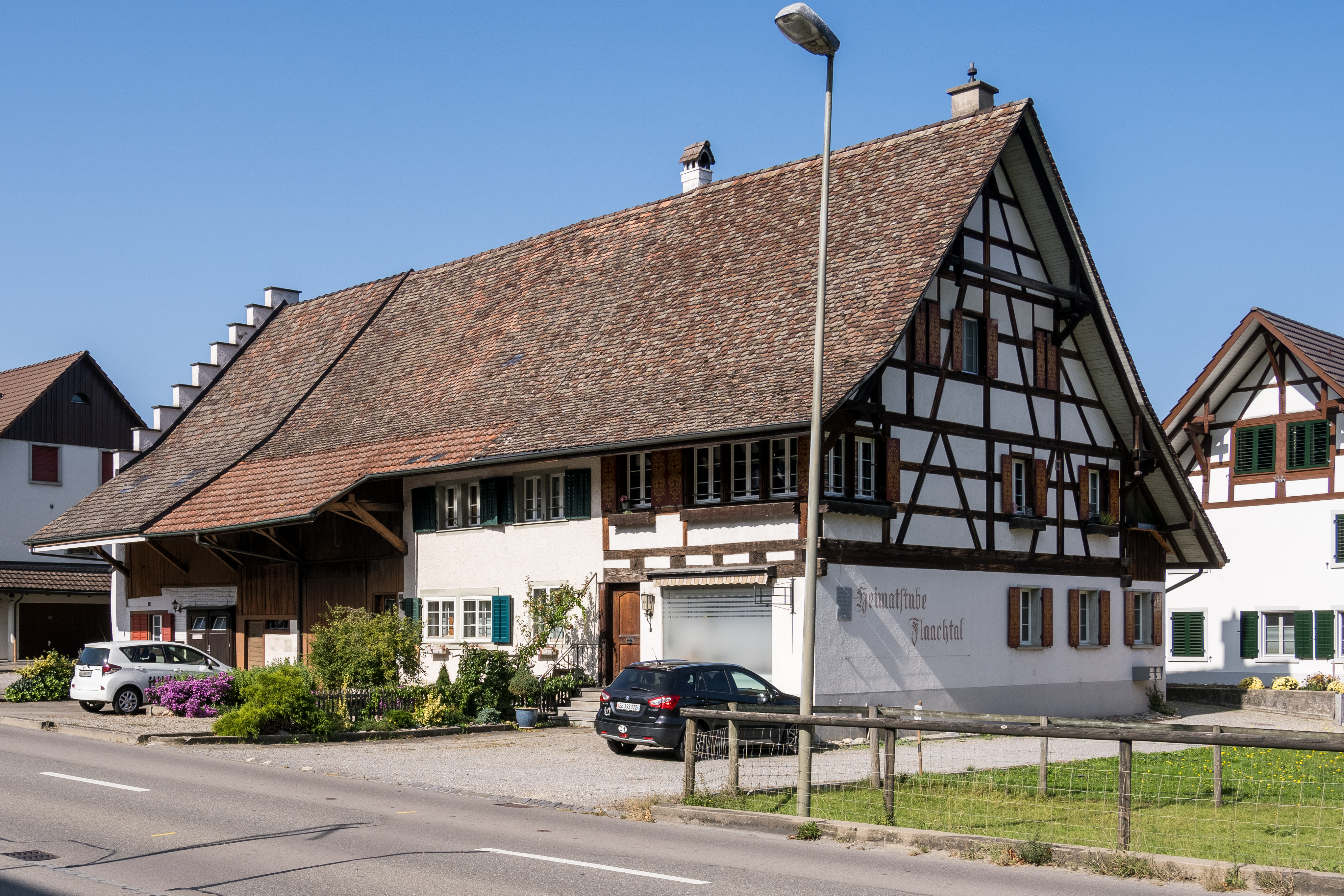
Heimatstube Flaachtal

## Persönlichkeiten
- Konrad Gisler (1924–2018), Politiker (SVP)
- Ulrich Schlüer (* 1944), Politiker (SVP)
- Verena Diener (1949–2024), Politikerin (GLP, Grüne), wuchs in Flaach auf